# Calle 161–Estadio Yankee (línea de la Avenida Jerome)
La Calle 161–Estadio Yankee es una estación en la línea de la Avenida Jerome del Metro de Nueva York de la división A del Interborough Rapid Transit Company. La estación se encuentra localizada en Concourse y Highbridge en el Bronx entre la Calle 161 y la Avenida River. La estación es servida en varios horarios por los trenes del Servicio .
El Estadio Yankee se encuentra afuera de la estación.